# Two Thieves and a Cross
Two Thieves and a Cross (o Thieves and the Cross) è un cortometraggio muto del 1913 scritto, interpretato e diretto da Lois Weber. Nel cast, accanto a lei, Rupert Julian e Phillips Smalley.

## Trama
Belle è una truffatrice che si è redenta. Ma viene convinta a partecipare a una rapina ai danni di una ricca vedova da Botts, un malvivente che promette alla donna denaro e bei vestiti. Belle si presenta nell'esclusivo hotel dove soggiorna la loro vittima, prendendovi una stanza. Per entrare nelle grazie della vedova, fa amicizia con la sua bambina. Sembra che tutto stia filando liscio fino al momento in cui in albergo arriva uno scienziato. La vedova inizia con lui un flirt e la ladra, seguendo l'andamento della storia, inizia a provare qualcosa per l'uomo di scienza e un po' di invidia nei confronti della vedova. Belle inizia a cambiare, decidendo anche di rimandare il colpo di cui non si sente più così sicura. Botts, sospettando qualche guaio, arriva anche lui in albergo. Si accorge che la sua complice si è innamorata e che lui ormai non ha nessuna presa su di lei. Per vendicarsi, ruba i gioielli della vedova e fa in modo che del furto venga accusato lo scienziato. Per salvare l'uomo che ama, Belle, convinta che sia lui il ladro, si autoaccusa della rapina ma tuttavia non riesce a sopportare che possa essere un disonesto. Dopo avergli scritto una lettera, Belle si avvelena. Lo scienziato e Botts si precipitano nella stanza della donna, trovandola apparentemente morta. Botts, sopraffatto, confessa e viene arrestato. Lo scienziato, che è un medico, salva la vita di Belle che, quando si riprende, inizierà a vivere finalmente la sua storia d'amore.

## Produzione
Il film, prodotto dalla Rex Motion Picture Company.

## Distribuzione
Distribuito dalla Universal Film Manufacturing Company, il film uscì nelle sale cinematografiche statunitensi il 4 novembre 1913.